# Диппы
Диппы́ — село в Амурском районе Хабаровского края. Входит в состав Вознесенского сельского поселения.

## География
Село находится на правом берегу реки Амур, на расстоянии 9 км к юго-востоку от города Амурск, административного центра района.

## Население
| 2002 | 2010 | 2011 | 2012 | 2021 |
| ---- | ---- | ---- | ---- | ---- |
| 69   | ↘36  | →36  | ↘35  | ↘21  |

## Улицы
В селе имеется одна улица — Диппинская.